# 카르폴레스테스
카르폴레스테스(Carpolestes)는 PETM 시기에 북아메리카에 살았던 멸종된 초기 영장류중 하나이다. 카르폴레스테스에는 4종이 속해 있으며 PETM이 끝난뒤 모두 멸종했다.
카르폴레스테스에게는 납작한 손톱과 발톱이 있었다.

## 분류
다음은 플레시아다피스목의 계통 분류이다.
|  | 파로모미스   |
|  |              |
|  | 팔레크톤     |
|  |              |
|  | 미크로스욥스 |
|  |              |

|  | 플레시아다피스 |
|  |                |
|  | 크로노레스테스 |
|  |                |
|  | 카르폴레스테스 |
|  |                |

|  | 파로모미스   |
|  |              |
|  | 팔레크톤     |
|  |              |
|  | 미크로스욥스 |
|  |              |

|  | 플레시아다피스 |
|  |                |
|  | 크로노레스테스 |
|  |                |
|  | 카르폴레스테스 |
|  |                |

|  | 파로모미스   |
|  |              |
|  | 팔레크톤     |
|  |              |
|  | 미크로스욥스 |
|  |              |

|  | 플레시아다피스 |
|  |                |
|  | 크로노레스테스 |
|  |                |
|  | 카르폴레스테스 |
|  |                |

|  | 파로모미스   |
|  |              |
|  | 팔레크톤     |
|  |              |
|  | 미크로스욥스 |
|  |              |

|  | 플레시아다피스 |
|  |                |
|  | 크로노레스테스 |
|  |                |
|  | 카르폴레스테스 |
|  |                |

카르폴레스테스는 초기 영장류 또는 그 조상으로부터 갈라져 나온 영장류이며 영장목에 속하는 모든 영장류들의 조상이다.